# 瀬野反人
瀬野 反人（せの そると、ローマ字表記はSeno Salt）は、日本の漫画家。作風はシュールギャグ。

## 来歴
デビュー前の2002年から自サイト「塩と気圧（旧“篠湯”）」にてHN「セノ」名義でWEB漫画を公開していた（WCR閉鎖に伴い、同名サークルで作品を販売）。
2011年に『残念博士』で商業デビューして以降、複数の雑誌で作品を発表している。

## 作品

### 連載
- ポイズンガール（『まんがライフ』2012年12月17日 - 2016年4月18日、竹書房）単行本全3巻。
- いぬにほん印刷製版部（『まんがホーム』2013年4月2日 - 2015年11月2日、芳文社）単行本全2巻。
- セキツイハウス（『コミック電撃だいおうじ』2013年9月27日 - 2015年2月27日、アスキー・メディアワークス）単行本全2巻。
- 残念博士（『月刊少年エース』2011年1月26日 - 2012年8月25日、4コマnanoエース 2011年3月9日 - 2012年9月9日、角川書店）単行本全3巻。
- ふたりは牛頭馬頭!（『月刊少年エース』2012年9月 - 2013年8月、角川書店）単行本全2巻。
- おばあちゃんとゲーム（『コミック アース・スター』2015年12月25日 - 2018年11月29日、アース・スター エンターテイメント）単行本全3巻。
- まなびやユーレイ（『まんがホーム』2015年12月29日 - 2017年8月号、芳文社）単行本全1巻。
- ヘテロゲニア リンギスティコ 〜異種族言語学入門〜（『ヤングエースUP』2018年3月9日 - 連載中、KADOKAWA）単行本既刊6巻。
- しらずの遭難星（『ウルトラジャンプ』2020年11月19日 - 2021年8月19日、集英社）単行本既刊1巻。[1]

### Web漫画

#### 連載中
- 馬鹿の治る実
- 霧中進行

#### 公開終了
- 不真面目博士と宇宙人（公開終了）『残念博士』のプロトタイプ。
- 血まみれウサギ